# Yekexianbaibazha (sockenhuvudort i Kina, Xinjiang Uygur Zizhiqu, lat 39,27, long 76,58)
Yekexianbaibazha (kinesiska: 也克先拜巴扎, 也克先拜巴扎乡) är en sockenhuvudort i Kina. Den ligger i den autonoma regionen Xinjiang, i den nordvästra delen av landet, omkring 1 000 kilometer sydväst om regionhuvudstaden Ürümqi. Antalet invånare är 18 771. Befolkningen består av 9 460 kvinnor och 9 311 män. Barn under 15 år utgör 25,0 %, vuxna 15-64 år 66 %, och äldre över 65 år 7,0 %.
Runt Yekexianbaibazha är det ganska glesbefolkat, med 48 invånare per kvadratkilometer. Närmaste större samhälle är Kezileboyi, 12,8 km norr om Yekexianbaibazha. Trakten runt Yekexianbaibazha består till största delen av jordbruksmark.
Genomsnittlig årsnederbörd är 122 millimeter. Den regnigaste månaden är maj, med i genomsnitt 27 mm nederbörd, och den torraste är december, med 2 mm nederbörd.